# Zaamslagpolders
De Zaamslagpolders vormen een poldercomplex in de omgeving van Zaamslag, in de Nederlandse provincie Zeeland. Reeds in de 13e eeuw lag hier een aantal oudlandpolders die een eiland vormden, maar regelmatig geteisterd werden door overstromingen. De huidige polders zijn alle ontstaan als herdijkingen na de inundaties tijdens de Tachtigjarige Oorlog, te beginnen in 1650. Hierbij is de oorspronkelijke structuur van dijken en polders vrijwel geheel verloren gegaan.
Tot dit complex behoren de volgende polders:
- Zaamslagpolder
- Aan- en Genderdijkepolder
- Groote Huissenspolder
- Kleine Huissenspolder
- Krekepolder
- Margarethapolder
- Eendragtpolder
- Kleine Eendragtpolder
- Noordpolder
- Serlippenspolder
- Nieuw-Othenepolder